# Roe (Familienname)
Roe ist ein englischer Familienname.

## Namensträger
- Alliott Verdon Roe (1877–1958), britischer Luftfahrtpionier
- Allison Roe (* 1956), neuseeländische Langstreckenläuferin
- Alex Roe (* 1990), britischer Schauspieler
- Anne Roe (1904–1991), US-Psychologin
- Bartholomew Roe (1583–1641), englischer Benediktiner, Märtyrer
- Bill Roe (* 1953), US-amerikanischer Kameramann und Fernsehregisseur
- Channon Roe (* 1969), US-amerikanischer Schauspieler
- David Roe (* 1965), britischer Snookerspieler
- Dudley Roe (1881–1970), US-amerikanischer Politiker
- Edward Drake Roe (1859–1929), US-amerikanischer Mathematiker und Hochschullehrer
- Evan Roe (* 2000), US-amerikanische Schauspieler
- Francis Asbury Roe (1823–1901), US-amerikanischer Marineadmiral
- Fred Roe (1889–1968), US-amerikanischer Polospieler
- Frederick Charles Roe (1894–1958), britischer Romanist, Landeswissenschaftler und Komparatist
- Garrett Roe (* 1988), US-amerikanischer Eishockeyspieler
- Grace Roe (1885–1979), englisch-britische Suffragette
- Harry Stopes-Roe († 2014), britischer Philosoph und Humanist
- Henry G. Roe (* 1975), US-amerikanischer Astronom
- Howard Roe (1939–2019), US-amerikanischer American-Football-Schiedsrichter
- Isobel Roe (1916–1987), britische Alpine Skirennläuferin
- James Roe (Ruderer) (* 1988), britischer Ruderer
- James A. Roe (1896–1967), US-amerikanischer Politiker
- James M. Roe (* 1943), US-amerikanischer Astronom
- John Roe (Fußballspieler, 1907) (1907–1995), englischer Fußballspieler
- John Roe (Fußballspieler, 1938) (1938–1996), schottischer Fußballspieler
- John Roe (Mathematiker) (1959–2018), britischer Mathematiker
- John Roe (Rugbyspieler) (* 1977), australischer Rugbyspieler
- John Septimus Roe (1797–1878), australischer Landvermesser, Entdecker und Politiker
- Josephine Roe (1858–1946), US-amerikanische Mathematikerin und Hochschullehrerin
- Kate Roe (* 1978), englische Squashspielerin
- Lou Roe (* 1972), US-amerikanischer Basketballspieler
- Mark Roe (* 1963), englischer Golfer
- Martin Roe (* 1992), norwegischer Leichtathlet
- Martin Desmond Roe, britisch-amerikanischer Filmproduzent und -regisseur
- Michael Roe (* 1954), US-amerikanischer Sänger, Texter, Gitarrist und Musikproduzent
- Marrion Roe (Marrion Beck; 1935–2017), neuseeländische Schwimmerin
- Marion Audrey Roe (* 1936), britische konservative Politikerin und Abgeordnete
- Perry Roe († 2006), britischer Rallyefahrer
- Phil Roe (* 1945), US-amerikanischer Politiker
- Philip L. Roe (* 1938), britischer Mathematiker
- Ralph Roe (1909–1937?), US-amerikanischer Bankräuber
- Rex Roe (1925–2002), britischer Air Chief Marshal
- Robert A. Roe (1924–2014), US-amerikanischer Politiker
- Scott C. Roe (* 1970), US-amerikanischer Schauspieler, Stuntman und Synchronsprecher
- Thomas Roe (1581–1644), englischer Botschafter
- Timothy Roe (* 1989), australischer Straßenradrennfahrer
- Tom Roe, US-amerikanischer Eishockeyspieler
- Tommy Roe (* 1942), US-amerikanischer Sänger, Gitarrist und Songwriter
- Tony Roe (* 1979), niederländischer Jazzpianist und Multimediakünstler
- Vivienne Verdon-Roe, englische Filmproduzentin